# كأس النرويج 1993
كأس النرويج 1993 (بالنرويجية: Norgesmesterskapet i fotball for menn 1993)‏ هو الموسم 88 من كأس النرويج. أشرف على تنظيمه اتحاد النرويج لكرة القدم، وفاز فيه نادي بودو/غليمت.